# マリア・デ・アラゴン・イ・カスティーリャ
マリア・デ・アラゴン・イ・カスティーリャ（María de Aragón y Castilla）またはマリア・デ・トラスタマラ（María de Trastámara：いずれもスペイン語名、1482年6月29日 - 1517年3月7日）は、ポルトガル王マヌエル1世の2度目の王妃。

## 生涯
アラゴン王フェルナンド2世とカスティーリャ女王イサベル1世の三女（第4子）として生まれた。マヌエルの先妻はマリアの長姉イサベルであったが、1498年に死別し、1500年にマリアと再婚した。マリアは10子を生んだが、王に先だって1517年に病死した。
翌1518年、マヌエルはイサベルおよびマリアの姪レオノール（マリアの次姉フアナ女王の娘）と3度目の結婚をした。

## 子女
- ジョアン3世（1502年 - 1557年）
- イザベル（1503年 - 1539年）　神聖ローマ皇帝カール5世（スペイン王カルロス1世）妃。
- ベアトリス（1504年 - 1538年）　サヴォイア公カルロ3世妃。
- ルイス（1506年 - 1555年）　ベージャ公。独身。王位請求者アントニオは庶子の一人。
- フェルナンド（1507年 - 1534年）　グアルダ公。マリアルヴァ伯女グイオマールと結婚。
- アフォンソ（1509年 - 1540年）　枢機卿
- マリア（1511年 - 1513年）
- エンリケ1世（1512年 - 1580年）　枢機卿。大甥セバスティアン1世の死後に即位。
- ドゥアルテ（1515年 - 1540年）　ギマランイス公。ブラガンサ公女イザベルと結婚。ジョアン4世の祖父。
- アントニオ（1516年、夭折）

## 系譜
| マリア | 父: フェルナンド2世 (アラゴン王) （カスティーリャ王フェルナンド5世） | 祖父: フアン2世 (アラゴン王)       | 曽祖父: フェルナンド1世                   |
| マリア | 父: フェルナンド2世 (アラゴン王) （カスティーリャ王フェルナンド5世） | 祖父: フアン2世 (アラゴン王)       | 曽祖母: レオノール・デ・アルブルケルケ    |
| マリア | 父: フェルナンド2世 (アラゴン王) （カスティーリャ王フェルナンド5世） | 祖母: フアナ・エンリケス           | 曽祖父: ファドリケ・エンリケス[1]         |
| マリア | 父: フェルナンド2世 (アラゴン王) （カスティーリャ王フェルナンド5世） | 祖母: フアナ・エンリケス           | 曽祖母: マリアナ・デ・コルドバ            |
| マリア | 母: イサベル1世 (カスティーリャ女王)                                 | 祖父: フアン2世 (カスティーリャ王) | 曽祖父: エンリケ3世 (カスティーリャ王)[2] |
| マリア | 母: イサベル1世 (カスティーリャ女王)                                 | 祖父: フアン2世 (カスティーリャ王) | 曽祖母: カタリナ[3]                       |
| マリア | 母: イサベル1世 (カスティーリャ女王)                                 | 祖母: イサベル                     | 曽祖父: ジョアン(アヴェイロ公)[4]         |
| マリア | 母: イサベル1世 (カスティーリャ女王)                                 | 祖母: イサベル                     | 曽祖母: イザベル・デ・バルセロス[5]       |

- 姉：フアナ - カスティーリャ女王となるが、精神疾患のため幽閉される。
- 妹：カタリナ - イングランド王ヘンリー8世妃（英語名：キャサリン）。

[1]はカスティーリャ王エンリケ2世の弟ファドリケの子孫。
[3]はランカスター公ジョン・オブ・ゴーントと、カスティーリャ王ペドロ1世の次女コンスタンサの一人娘。よって[2][3]の結婚は、第一次カスティーリャ継承戦争の末にペドロ1世を破って王位についたエンリケ2世（トラスタマラ朝の祖）とペドロ1世の血統が合一・和解するという歴史的意義がある。
[4]はポルトガル王ジョアン1世の王子で、兄にドゥアルテ1世やエンリケ航海王子がいる。また[4]たちの母フィリッパは、[3]の異母姉である。
[5]はポルトガル王ジョアン1世の庶子ブラガンサ公アフォンソ1世の娘。よって[4]と[5]の結婚は叔姪婚となる。